# Rhipicephalus sulcatus
Rhipicephalus sulcatus är en fästingart som beskrevs av Neumann 1908. Rhipicephalus sulcatus ingår i släktet Rhipicephalus och familjen hårda fästingar. Inga underarter finns listade i Catalogue of Life.